# Miklós Ybl
Miklós Ybl (n. 6 aprilie 1814, Székesfehérvár, Ungaria – d. 22 ianuarie 1891, Budapesta, Ungaria) a fost un arhitect maghiar din secolul al XIX-lea, unul dintre cei mai mari reprezentanți ai școlii de arhitectură maghiare cu edificii proiectate și pe teritoriul României.

## Biografie
S-a născut la Székesfehérvár în anul 1814 într-o familie de origini germane. Tatăl său, Miklós Ybl (1779-1861), a fost un comerciant local din județul Fejér, iar mama a fost Anna Eiman.
După studii la Institututul Politehnic Cezaro-Crăiesc din Viena, Miklós Ybl a devenit asistentul lui Mihály Pollack în 1832 și a făcut parte din cabinetul lui Henrik Koth între 1836 și 1840. După ce l-a urmat la München și în Italia, a revenit la Budapesta și a lucrat cu fiul lui Mihály: Ágoston Pollack. Ei au renovat împreună castelul Ikervár al contelui Lajos Batthyány. Prima sa lucrare a fost biserica din Fót construită între 1845 și 1855.
Primele sale proiecte se înscriu în stilul romantic, influențat de motive orientale. După o cotitură prin arhitectura romanică, a devenit vârful de lance al Neorenașterii. Astfel este autorul unor importante elemente ale Bazilicii Sfântul Ștefan din Pesta, al Palatului Accizei (în maghiară: Fővám palota, actuala Universitate Corvinus din Budapesta), al Termelor Rác.
A fost înmormântat la Cimitirul național de pe strada Fiumei din Budapesta.

## Realizări

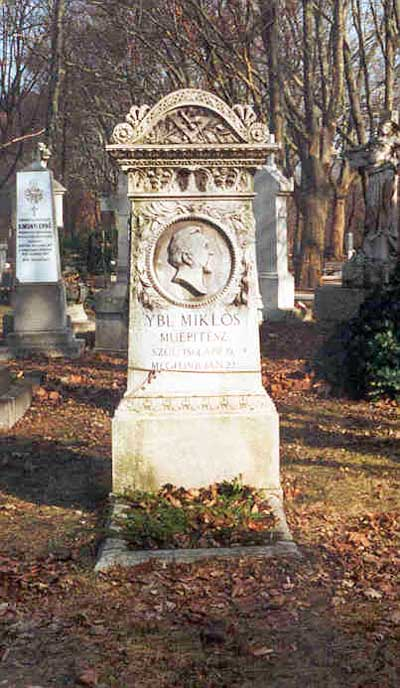
Piatra funerară a lui Miklós Ybl în Cimitirul Kerepesi din Budapesta

- 1845-1849 - Reconstruirea Castelului Károlyi din Fót
- 1845-1855 - Biserica Romano-Catolică din Fót
- cca. 1852 - Vila Grabovszky din Budapesta
- 1857-58 - Grajdurile Naționale din Budapesta
- cca. 1860 - Capela  Szapáry din Albertirsa
- cca. 1860 - Vila Gyulai din Leányfalu
- cca. 1860 - Castelul Wenckheim din Gerla
- 1860-1864 - Biserica Romano-Catolică din Nagycenk
- 1862 - Biserica Evanghelică din Kecskemét
- 1862-1865 - Palatul Festetics din Budapesta
- 1863 - Teatrul German din Budapesta (nu a fost construit)
- 1863 - Palatul Károly din Budapesta
- 1863-1864 - Clădirea MTA din Budapesta
- cca. 1865 - Castelul Szapáry din Fegyvernek
- 1865-1866 - Clădirea veche a parlamentului din Budapesta
- 1865-1879 - Biserica Romano-Catolică din Bakáts, Budapesta
- 1867 - Palatul Pálffy din Budapesta
- 1867-1891 - Bazilica Sfântul Ștefan din Budapesta. Începută de Hild, continuată de Ybl și finalizată de J. Kauser.
- 1870-1874 - Casa vămilor din Budapesta
- 1871 - Podul Margit din Budapest (nu a fost construit)
- cca. 1872 - Ybl Hotel din Parád
- 1873-1884 - Opera din Budapesta
- 1874-1982 - Chioșcul și bazarul castelului din Budapesta
- 1875-1879 - Castelul Wenckheim  din Ókígyós
- 1880-1882 - Castelul Károlyi din Parádsasvár
- 1880-1891 - Reamenajarea dealului castelului din Budapesta
- 1882-1888 - Biserica Romano-Catolică Clarisseum din Budapesta
- 1883-1884 - Palatul Széchenyi din Budapesta (demolat)
- cca. 1888 - Hotelul Erzsébet din Parád

În România:
- 1862–1886 - Extinderea prin Aripa Károlyi a Castelului de la Macea, Arad[9]

## Galerie foto

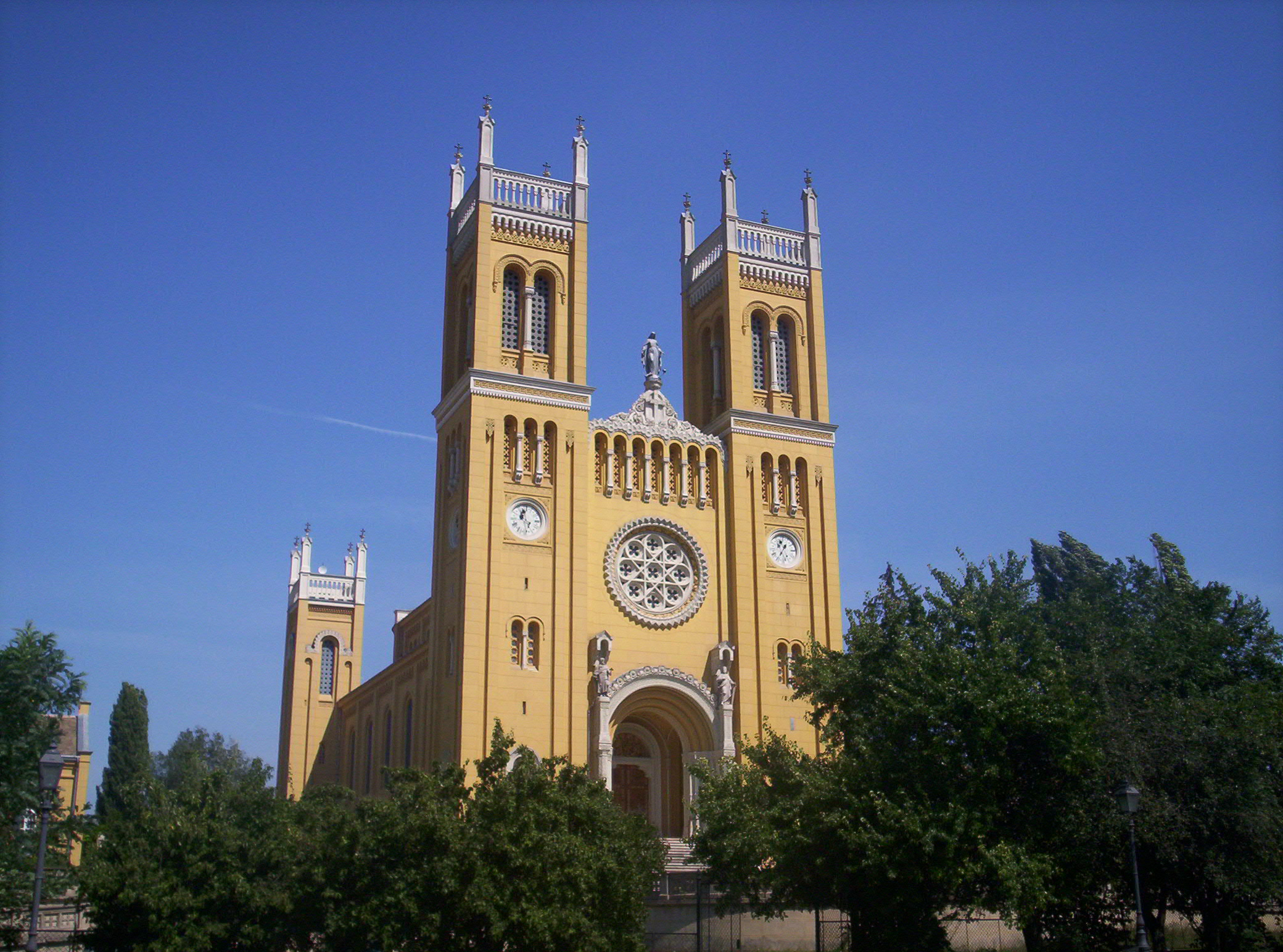
Biserica Romano-Catolică din Fót
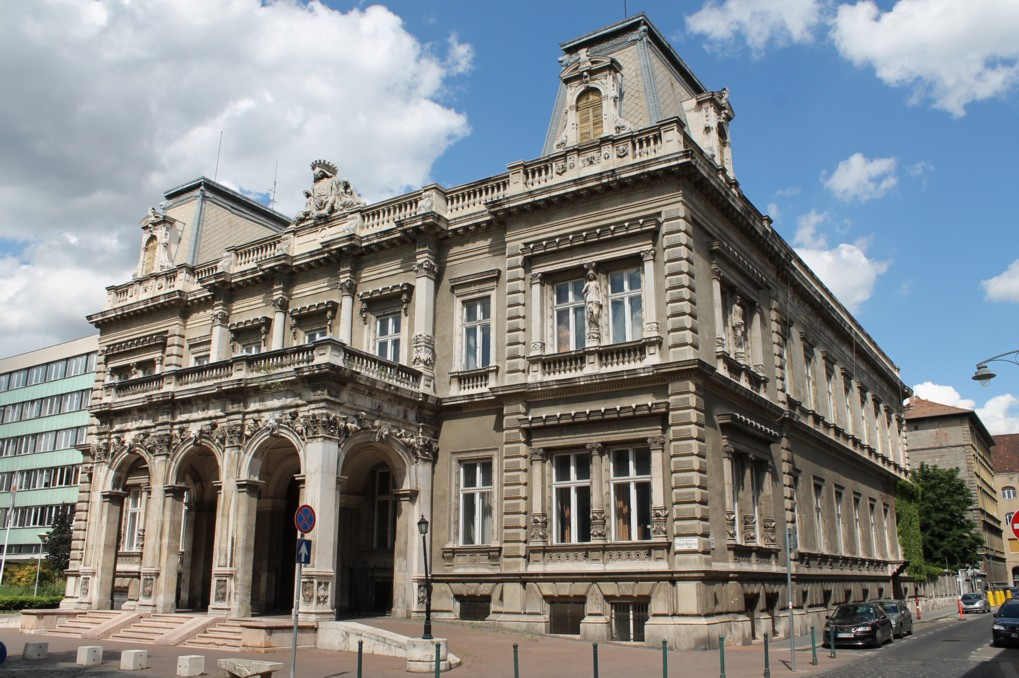
Palatul Károly din Budapesta
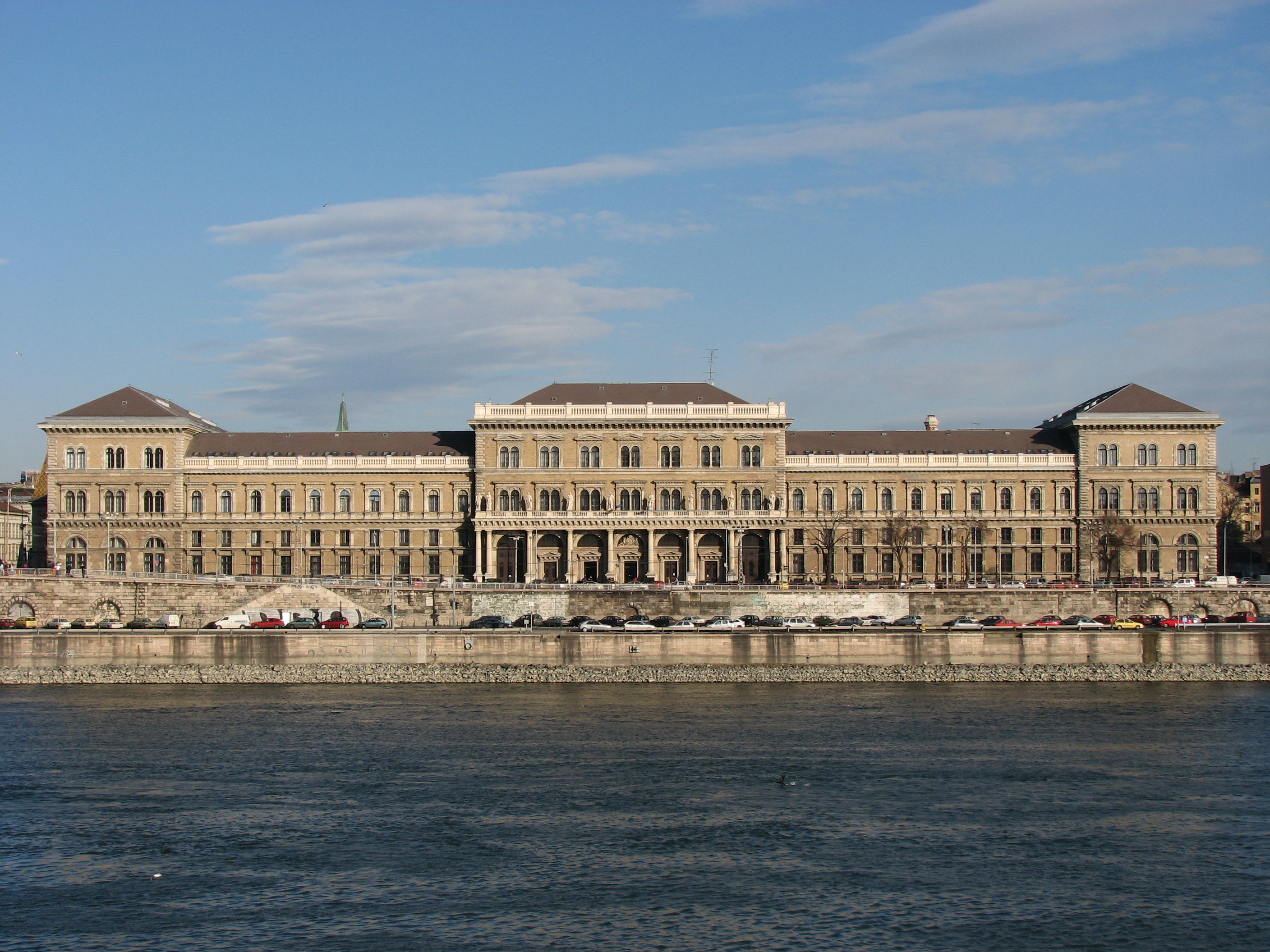
Universitatea Corvinus din Budapesta
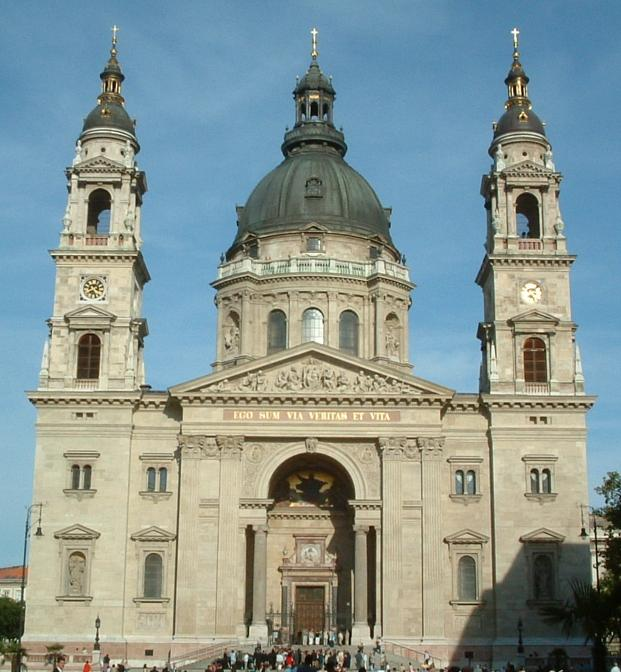
Bazilica Sfântul Ștefan din Budapesta
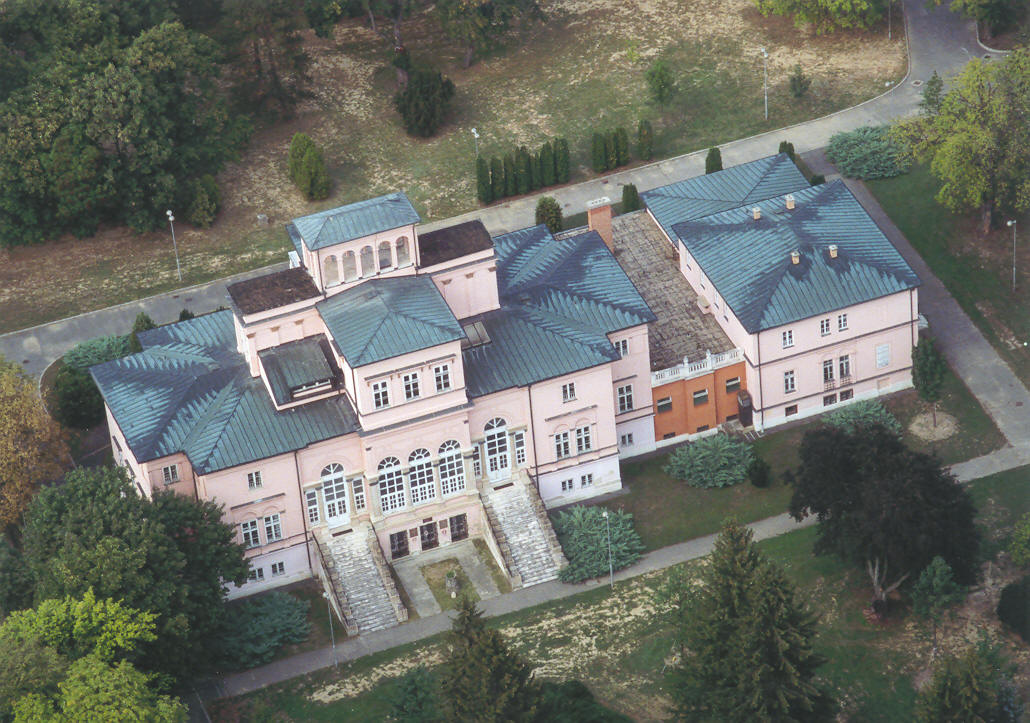
Palatul Ikervár
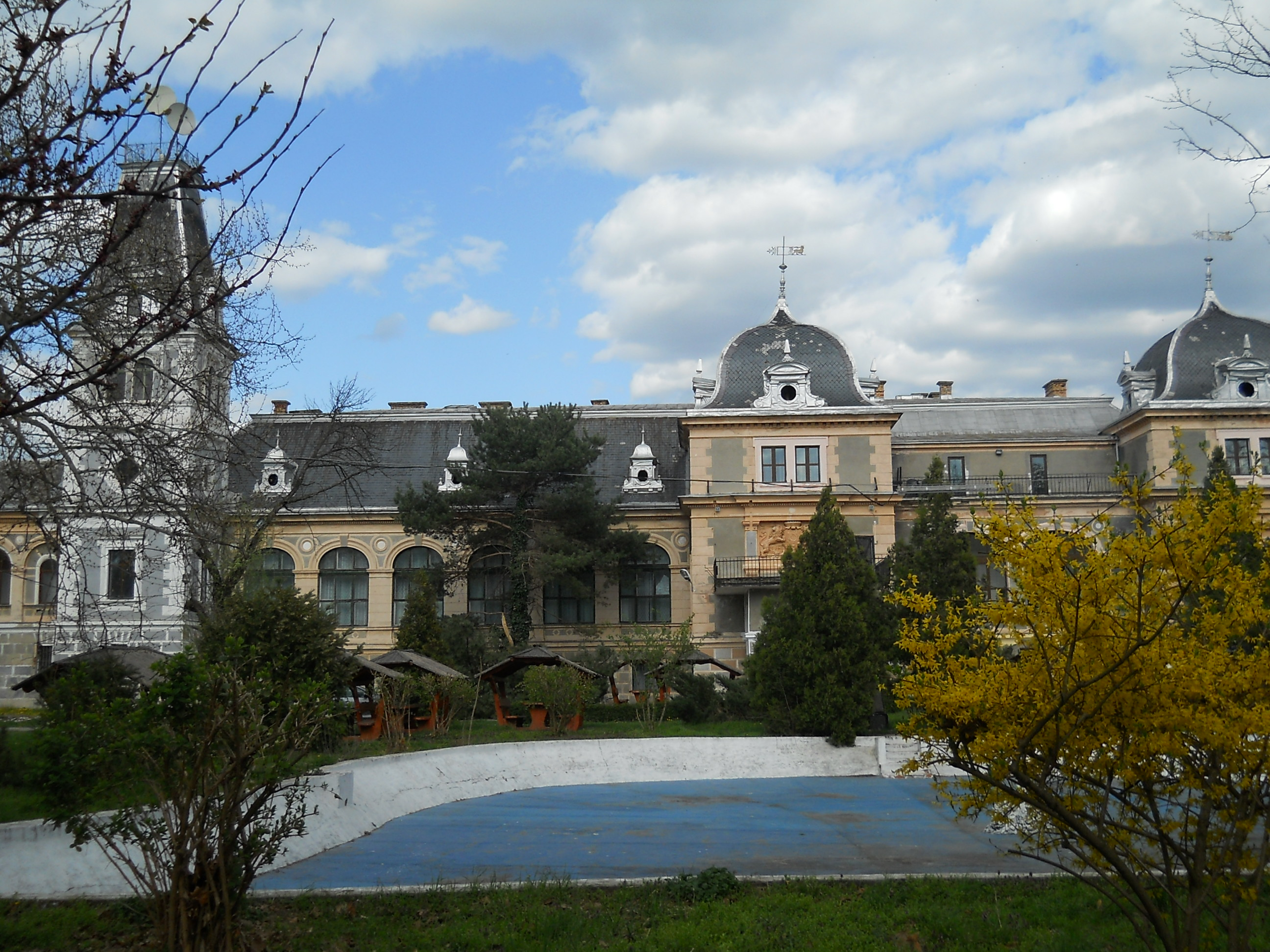
Castelul Macea
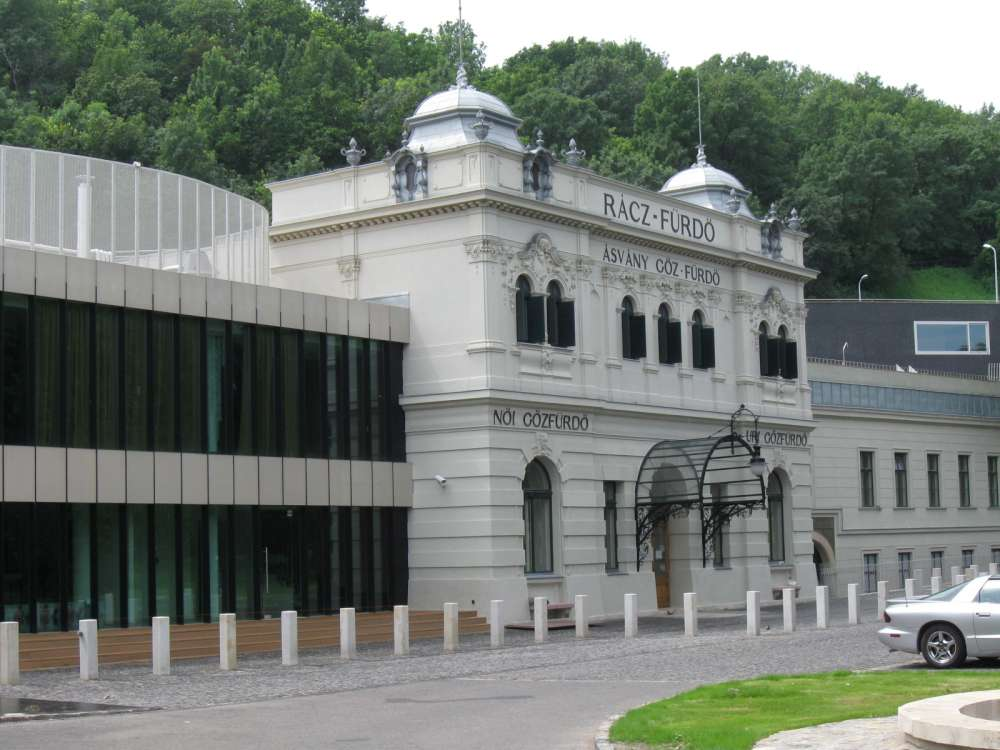
Termele Rác